# Crkveni raskol
Crkveni raskol je naziv za razdvajanje kršćanske crkve na Istočnu i Zapadnu. Dogodio se za vrijeme vladavine carigradskoga patrijarha Mihajla I. Cerularija i pape Lava IX., a za datum događaja uzima se 16. srpnja 1054. Ovaj je povijesni događaj poznat i pod imenom Veliki raskol, Istočni raskol i Velika shizma (kasnolat. schisma < grč. σχίσμα: pukotina, rascjep).

## Trenutačne posljedice i neposredan povod raskola
Neposredni povod raskolu dala je rasprava o uporabi beskvasnog kruha u bogoslužju i postu na subotu početkom korizme – detalje koje su Grci sporadično predbacivali "Latinima" još od doba Focija I. Zapad je sa svoje strane spočitavao carigradskom patrijarhu Mihaelu Cerulariju uporabu naslova "ekumenski patrijarh", na kojega su patrijarsi u Carigradu polagali pravo još od Kalcedonskog sabora 451. godine - tada su im takav naslov koji je trebao naznačiti osobiti položaj patrijarha čije se sjedište nalazilo u istom gradu gdje i sjedište cara priznali koncilski oci, ali taj njihov zaključak (28. kanon Kalcedonskog sabora) nisu potvrdili niti tadašnji papa Lav I. (kojega kao sveca štuju danas i katolici, i pravoslavni), niti bilo koji od kasnijih papa.
Legat pape Lava IX. kardinal Humbert položio je 16. srpnja 1054. na oltar crkve svete Sofije bulu kojom izopćuje Cerularija i neke druge grčke biskupe (ne i čitavu istočnu Crkvu), a Cerularije je na to izopćio papu, tad već pokojnoga. 
Car Izak I. Komnen, vrlo uzrujan čitavom situacijom, poslao je Cerularija u progonstvo, gdje je ovaj i umro. Međutim jedinstvo crkava nije nikada više uspostavljeno: izopćeni biskupi su nastavili rukopolagati nove biskupe, koji su upravljali mjesnim crkvama – u otvorenom nepoštivanju pape u Rimu. 

## Dublji uzroci raskola
Neslaganja koja su rezultirala gore opisanim događajima sežu u stoljeća koja su prethodila. Rimski car Konstantin Veliki prebacuje sjedište carstva u Byzantion 330.godine (u balkanskim krajevima poznat i kao Carigrad). Godina 395. označava konačnu podjelu Rimskoga Carstva na dva dijela kada car još uvijek jedinstvenoga carstva Teodozije I. daruje svom sinu Arkadiju Istok, a drugome sinu Honoriju Zapad.
Uzroci raskola između "zapadne" i "istočne " Crkve leže upravo u ovim antičkim korijenima. Zapadno Rimsko Carstvo oslanjalo se na latinski jezik i kulturu te ih uvijek stavljalo u prvi plan; na istoku se iz Bizanta slično činilo s grčkim jezikom i kulturom (makar je latinski i nadalje ostajao jezik glavnih državnih zakona), nastojeći grčku kulturu nametnuti ne-grčkim narodima Istoka. Ovakvo je stanje predstavljalo stalni izvor trvenja, iskazujući se na području vjere u raspravama o raznim detaljima i razlikama u bogoslužju i teologiji, na "istoku" i "zapadu" podjednako.

### Primjeri sukoba
Katolička Crkva (ali i Pravoslavna podjednako) promijenila je neke dijelove bogoslužja i običaja. Jedan od najvažnijih (i spornih) primjera nalazimo u obliku tzv. Nicejskog vjerovanja. Na zapadu se i danas u njegov tekst dodaje dio poznat kao Filioque. Nicejsko vjerovanje iz 381. god. u svojem izvornom obliku glasi:
„Vjerujem (...) u Duha Svetoga, Gospodina i Životvorca, koji izlazi od Oca. Koji se s Ocem i Sinom skupa časti i zajedno slavi.”
Na Zapadu taj dio glasi:
„Vjerujem (...) u Duha Svetoga, Gospodina i Životvorca, koji izlazi od Oca i Sina. Koji se s Ocem i Sinom skupa časti i zajedno slavi.”
Ovaj dodatak "i Sina" (lat. "Filioque") je na Zapadu dodan najkasnije u 5. stoljeću, osloncem na teološka djela nekih istočnih crkvenih otaca, poput sv. Ćirila Aleksandijskog. Značenje dodatka "Filioque", objašnjava Katekizam Katoličke Crkve iz 1992. god. u toč. 246. – 248., pozivom na definiciju s Firentinskog sabora iz 1438. godine, ovim riječima: "Budući da je sve što je Očevo Otac rađanjem predao svojemu jedinorođenom Sinu, osim biti Otac; vječni red božanskih osoba u njihovu istobitnom zajedništvu uključuje da je Otac prvi izvor Duhu ako je 'počelo bez počela', ali također da je, ako je Otac jedinorođenog Sina, sa Sinom jedinstveno počelo iz kojeg ishodi Duh Sveti". Takva objašnjenja nisu grčki teolozi smatrali dovoljnima – ni u 1. tisućljeću, ni do danas.
Drugi po važnosti predmet sukoba je uloga koju ima papa. U mnoštvu biskupa koji upravljaju mjesnim crkvama, na istoku se papa (biskup Rima) smatrao prvim među jednakima – koji stoga recimo ima iznimnu čast i ovlaštenje da se jedino po njegovom pristanku može sazvati valjani opći crkveni sabor; zaključci takvog sabora ne mogu postati pravovaljani dok ih papa ne odobri (iako su pravoslavni i nakon Velikog raskola imali raznih regionalnih sabora i širih okupljanja biskupa, ne smatraju oni niti jedan od tih sabora za puno važni Opći crkveni sabor). Na zapadu se razvila važna teološka disciplina koja se bavi tzv. "petrovskom službom" (lat. "munus petrinum"), koja polazi od toga da je Isus dao posebnu prednost ne samo Apostolu Petru kao poglavaru apostola, nego i svim njegovim nasljednicima na mjestu biskupa Rima. Stoga katolici smatraju da papa nad Crkvom ima vlast analognu onoj koju otac patrijarhalne obitelji ima nad svojim ukućanima, ili kralj nad kraljevstvom. Pismo koje je napisao papa Nikola 865. godine proklamira kako je "papinska moć nad cijelom Zemljom, tj. nad svakom crkvom".

## Zemljopisna podjela teritorija među denominacijama
Podjela otprilike prati rijeke Drinu i Dunav (tj. hrvatske i srpske krajeve), mađarsko-rumunjsku granicu (tj. granicu tadašnje Ugarske i Vlaške), te rijeku Vislu do Baltika (tj. granice Poljske prema Bjelorusiji). Baltičke države Estonija, Latvija, Litva, Pruska i Pomeranija su u "sivoj zoni", jer su u to doba tamo prevladavale poganske religijske zajednice.